# Pleurotus purpureo-olivaceus
Pleurotus purpureo-olivaceus är en svampart som först beskrevs av G. Stev., och fick sitt nu gällande namn av Segedin, P.K. Buchanan & J.P. Wilkie 1995. Pleurotus purpureo-olivaceus ingår i släktet Pleurotus och familjen musslingar.   Inga underarter finns listade i Catalogue of Life.